# الرهاو (المفلحي)

تعديل مصدري - تعديل

الرهاو هي إحدى قرى عزلة المفلحي بمديرية المفلحي التابعة لمحافظة لحج، بلغ تعداد سكانها 365 نسمة حسب تعداد اليمن لعام 2004.